# ポープ (駆逐艦)
|          |                                                    |
| 艦歴     |                                                    |
| 発注     |                                                    |
| 起工     | 1919年9月9日                                       |
| 進水     | 1920年3月23日                                      |
| 就役     | 1920年10月27日                                     |
| 退役     |                                                    |
| 除籍     | 1942年5月8日                                       |
| その後   | 1942年3月1日に戦没（スラバヤ沖海戦）               |
| 性能諸元 |                                                    |
| 排水量   | 1,190トン                                          |
| 全長     | 314 ft 5 in (95.83 m)                              |
| 全幅     | 31 ft 9 in (9.68 m)                                |
| 吃水     | 9 ft 3 in (2.82 m)                                 |
| 機関     | 2缶 蒸気タービン2基 2軸推進、13,500shp             |
| 最大速   | 35 ノット (65 km/h)                                |
| 乗員     | 士官、兵員101名                                    |
| 兵装     | 4インチ砲4門、3インチ砲1門、21インチ魚雷発射管12門 |

ポープ (USS Pope, DD-225) は、アメリカ海軍の駆逐艦。クレムソン級駆逐艦の1隻。艦名は、南北戦争で活躍したジョン・ポープにちなむ。その名を持つ艦艇としては初代。

## 艦歴

### 戦間期
ポープはフィラデルフィアのウィリアム・クランプ・アンド・サンズで1919年9月9日に起工し、1920年3月23日にウィリアム・S・ベンソン夫人によって進水、艦長リチャード・G・ギャロウェイ中佐の指揮下1920年10月27日に就役する。
竣工して間もなく、ポープはフィラデルフィアで大西洋予備艦隊第3駆逐部隊第39駆逐群に編入される。1921年に入り、ポープは冬の拠点サウスカロライナ州チャールストンと夏の拠点ロードアイランド州ニューポートを中心に行動し、7月30日から8月1日の間はマサチューセッツ州プリマスを訪問するウォレン・ハーディング大統領の乗艦となった。1922年1月12日からはグアンタナモ湾での戦艦部隊の定例演習に参加し、4月27日にフィラデルフィアに帰還した。
修理後、ポープは太平洋での任務のために5月12日に出港し、7月3日にジブラルタル海峡、7月15日から25日にスエズ運河をそれぞれ通過。8月26日に芝罘に到着してアジア艦隊第15駆逐部隊第43駆逐群に合流する。芝罘沖での艦隊演習を終えたあと、10月28日に艦隊の冬季の根拠地であるフィリピンのカヴィテに向かった。極東方面でのポープはもっぱら、動乱期の中華民国内におけるアメリカの権益と居留民の保護にあたる。1923年9月9日から10月9日までの間、ポープは初めて「長江パトロール」として知られる任務に就き、この任務には1931年まで従事することとなった。中国水域以外では1924年に陸軍が行った世界一周飛行の支援で日本を訪問し、1926年にはフランス領インドシナ、1929年に再度日本を訪問した。1931年から1937年の間は中国沿岸部で行動し、冬季にはフィリピン方面に移ることを定例とした。1933年2月3日付で第5駆逐部隊第15駆逐群に配置換えとなり、1935年と1938年にフランス領インドシナ、193年と1935年に日本を訪問したほか、1936年にはオランダ領東インドを訪問する。
1937年7月に日中戦争が勃発すると、ポープは戦乱の中国を脱出する任務に就き、1937年9月19日に連雲港と青島からのアメリカ人を上海に輸送する。1938年7月15日から9月20日までは秦皇島を拠点として行動し、1939年6月5日からは中国南部方面に移って領事らの仕事を手助けすることとなった。ポープは6月14日から汕頭などを中心に任務を開始し、8月19日までの間に日本艦隊の行動と日本機の爆撃、および日本軍の都市の占領の様子を観察した。10月12日まで汕頭方面で行動したのち、マニラに移って中立パトロールの任務に入ることとなった。ポープは1940年5月6日にアジア艦隊第59駆逐部隊に編入され、5月11日から6月24日の間は中国沿岸部での行動を再開した。6月下旬にマニラに戻って中立パトロールを再開し、1941年12月11日にバリクパパンに到着するまでマニラを拠点とした。

### 太平洋戦争
1941年12月7日の真珠湾攻撃の報を受け、アジア艦隊はフィリピンを脱出して南下することとなった。同じ日の夜、アジア艦隊旗艦の重巡洋艦ヒューストン (USS Houston, CA-30) と軽巡洋艦ボイシ (USS Boise, CL-47) 、水上機母艦ラングレー (USS Langley, AV-3) はポープとジョン・D・フォード (USS John D. Ford, DD-228) に護衛されてジャワ島を目指した。当時、アジア艦隊を含むこの方面の連合軍艦隊は統一された司令部が存在していなかったが、1941年12月の東南アジア方面の連合軍の会談でアジア艦隊の艦艇は第5任務部隊を名乗り、セレベス海とマカッサル海峡の警戒を担当することが決まった。1942年に入り、イギリス海軍とオランダ海軍の艦艇はシンガポール方面の護衛と警戒任務に駆り出されていたので、第5任務部隊はオーストラリア北部海域の警戒と護衛を担当することとなる。1月9日、第5任務部隊は任務部隊旗艦ボイシと軽巡洋艦マーブルヘッド (USS Marblehead, CL-12) は5隻の駆逐艦、ポープ、スチュワート (USS Stewart, DD-224) 、バルマー (USS Bulmer, DD-222) 、パロット (USS Parrott, DD-218) およびバーカー (USS Barker, DD-213) を引き連れ、ダーウィンからスラバヤに向かう輸送船ブルームフォンテーンの護衛に就く。途中、第5任務部隊は日本軍のセレベス島攻撃の情報を聞いてヒューストンを基幹とする部隊との合流を図るも果たせず、クーパン湾に引き返した。
ポープの栄光はほどなくしてやってきた。バリクパパン上陸を策する日本軍の大部隊の接近情報を受け取った第5任務部隊はクーパン湾を出撃して一路迎撃のため北上する。しかし、マーブルヘッドが機関不調で15ノットしか出ず、旗艦ボイシもセプ海峡で座礁してともに迎撃作戦からの離脱を余儀なくされた。残るジョン・D・フォード、パロット、ポール・ジョーンズ (USS Paul Jones, DD-230) 、そしてポープの4隻の駆逐艦は22ノットから27ノットの速力でバリクパパンに接近していった。この27ノットという速力は、当時のポープが出すことのできる最大速力であったが、開戦以来まともな整備ができないまま高速を出すことについて乗組員は不安に思っていた。1月24日未明、2番艦のポープは日本軍艦船で密集するバリクパパン沖の泊地に突入して暴れまわり、ポープは19発の4インチ砲弾と2発の3インチ砲弾、12本の魚雷をもって日本軍を大いに翻弄。ポープを含む4隻の駆逐艦は輸送船と哨戒艇に打撃を与えて護衛の西村祥治少将率いる第四水雷戦隊に大いに恥をかかせることに成功した（バリクパパン沖海戦）。勝利を収めたあとのポープの動向はしばらく途絶える。連合軍艦隊自体は日本軍の脅威を避けるようにバタヴィア、チラチャップと根拠地を変えていく。
2月18日夜、ポープはカレル・ドールマン少将の旗艦である軽巡洋艦デ・ロイテル (Hr. Ms. De Ruyter) 、ジャワ (Hr. Ms. Java) に随伴してチラチャップを出撃し、バリ島に接近する日本軍部隊の迎撃に向かった。2月20日未明、部隊は上陸部隊を護衛する2隻の駆逐艦、大潮と朝潮を発見し、バリ島沖海戦が生起する。ポープはジョン・D・フォードとともに煙幕を張って大潮と朝潮に挑戦し、魚雷も発射して応戦した。しかし、日本側の砲撃が正確なことと味方が旧型艦であることから戦闘を早々に打ち切って、チラチャップに引き上げざるを得なかった。間もなくポープは魚雷の補給のためオーストラリアに向かい、補給後はジャワに戻ってきた。しかし、バリクパパン沖海戦時に辛うじて27ノットを発揮した機関がついに不調に陥り、2月27日からのスラバヤ沖海戦のうち第一次昼戦と夜戦、第二次夜戦には不参加であった。

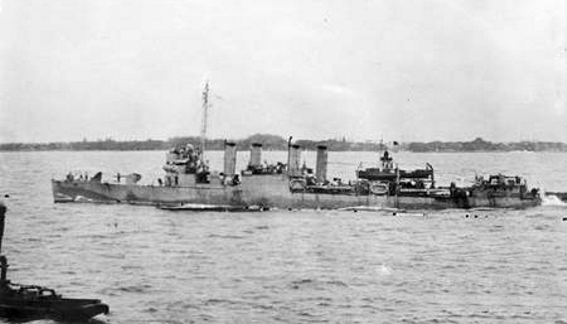
1942年2月のポープ

スラバヤ沖海戦で連合軍艦隊は大きな痛手を蒙り、残党は散り散りとなった。残党の一部、イギリス重巡洋艦エクセター (HMS Exeter, 68) と駆逐艦エンカウンター (HMS Encounter, H10) はスラバヤに逃げ込む。この2隻にポープが加わり、2月28日19時にスラバヤを出港してセイロン島に向かう。前述のように、ポープは魚雷を持っていたものの機関不調で2月27日から28日にかけての一連の海戦に参加しておらず、魚雷を使い切って逃げの一途しかなかった他のアメリカ駆逐艦とは違って護衛役となった。3隻は、予定では3月1日夜にスンダ海峡を通過することになっていたが、7時30分に早くも重巡洋艦那智、羽黒および駆逐艦からなる日本艦隊を発見し、いったん避退するも攻撃されなかったことにより再度西進する。しかしながら、昼前になり別の強力な日本艦隊が出現したため3隻は応戦しながら逃亡を開始する。エクセターとエンカウンターは必死の反撃もかなわず相前後して沈没していったが、ポープはスコールに逃げ込んで一時の安息を得た。そのころ、バタヴィア方面の味方部隊の支援を命じられていた空母龍驤は、エクセター以下3隻の発見の報を受けて九七式艦攻6機を発進させていた。6機はエクセターの撃沈には間に合わなかったが、スコールから出てきたポープを発見して緩降下爆撃を開始する。ポープも右舷前方に九七式艦攻を発見して応戦を開始するが、艦後部の3インチ砲は75発撃ったところで故障を起こし、射撃不能となってしまった。6機の九七式艦攻は1機あたり250キロ爆弾1発と60キロ爆弾4発を搭載しており、60キロ爆弾を先に投下してから250キロ爆弾で止めを刺そうと目論んでいた。命中弾こそ得られなかったものの、1発がポープの艦尾左舷側に至近弾となり、この影響で推進軸が損傷して振動が甚だしくなって左舷主機が使用不能となった。ここにいたって艦の維持は難しくなり、総員退艦が令されて自沈措置が取られ、乗組員は脱出に移った。海上に漂うのみとなったポープに止めを刺したのは重巡洋艦足柄、妙高、駆逐艦雷および曙であり、集中砲火を受け間もなく沈没していった。ポープの乗組員のうち151名は雷に救助された。ポープは1942年5月8日に除籍された。
ポープは第二次世界大戦の戦功で大統領殊勲部隊章 および2個の従軍星章を受章した。また、乗組員の一人であるリチャード・アントリムはバリクパパン沖海戦の戦功で海軍十字章を、ポープ沈没後の捕虜生活で身を挺して仲間を守った功績により名誉勲章をそれぞれ授与された。

### サイト
- “USS Pope Actiton Report (Balkipapan)” (英語). U.S. Navy in World War II.   HyperWar. 2013年9月17日閲覧。
- “US Pope (DD-225) Action Report, Battle of Java Sea” (英語). U.S. Navy in World War II.   HyperWar. 2013年9月17日閲覧。

### 印刷物
- 木俣滋郎『日本空母戦史』図書出版社、1977年。
- 木俣滋郎『日本水雷戦史』図書出版社、1986年。
- 『世界の艦船増刊第43集　アメリカ駆逐艦史』、海人社、1995年。
- M.J.ホイットレー『第二次大戦駆逐艦総覧』岩重多四郎（訳）、大日本絵画、2000年。ISBN 4-499-22710-0。
- “Chapter 14 - South-West Pacific Area” (PDF). Australia in the War of 1939-1945. Series 2 - Navy - Volume Vol1.   Australian War Memorial.. 2013年9月17日閲覧。
- “Chapter 15 – Abda and Anzac” (PDF). Australia in the War of 1939-1945. Series 2 - Navy - Volume Vol1.   Australian War Memorial.. 2013年9月17日閲覧。
- “Chapter 16 – Defeat in Abda” (PDF). Australia in the War of 1939-1945. Series 2 - Navy - Volume Vol1.   Australian War Memorial.. 2013年9月17日閲覧。
- この記事はアメリカ合衆国政府の著作物であるDictionary of American Naval Fighting Shipsに由来する文章を含んでいます。 記事はここで閲覧できます。